# Juillet 1875

## Événements
- Juillet - août : soulèvement de l’Herzégovine et de la Bosnie contre les Ottomans. Prudence de l’Autriche-Hongrie et de la Russie.

- 7 juillet :
  - Élection générale québécoise de 1875. Charles-Eugène Boucher de Boucherville (conservateur) est réélu premier ministre au Québec.
  - Bataille de Treviño en Espagne pendant la troisième guerre carliste (1872-1876)

- 19 juillet : accord commercial anglo-tunisien. Très favorable à la Grande-Bretagne, l’accord prévoit la concession du chemin de fer Tunis-La Goulette.

- 23 juillet : le premier office du tourisme de France est créé à Gérardmer dans les Vosges.

- 24 juillet : le maréchal de Mac Mahon arbitre en faveur des Portugais dans la querelle territoriale de la baie de Delagoa, au Mozambique.

- 28 juillet (Suisse) : 2000 travailleurs se mettent en grève dans le tunnel ferroviaire du Saint-Gothard pour réclamer une augmentation de salaire.

- 31 juillet : lois sur la santé publiques au Royaume-Uni (Public Health Acts) de 1872 et 1875. Création d’institutions locales de santé publique consacrant leurs efforts à l’amélioration de la voirie et de l’assainissement urbain.

## Naissances
- 1er juillet : René Péan, peintre et lithographe français († 4 septembre 1955).
- 14 juillet, Louis Süe, architecte, décorateur et peintre français († 7 août 1968).
- 21 juillet : Oskar Moll, peintre allemand († 19 août 1947).
- 25 juillet : Elsie Low, botaniste et enseignante néo-zélandaise († 14 février 1909).
- 26 juillet : Carl Jung, psychologue suisse († 6 juin 1961).
- 31 juillet : Jacques Villon (Gaston Duchamp), peintre et graveur français († 9 juin 1963).

## Décès
- 9 juillet : Césaire Mathieu, cardinal français, archevêque de Besançon (° 20 janvier 1796).
- 13 juillet : Jean-Adolphe Beaucé, peintre français (° 2 août 1818).
- 19 juillet : Adolphe Dechamps, homme politique belge (° 18 juin 1807).
- 31 juillet : Andrew Johnson, Président des États-Unis (° 1808).